# Sunamphitoe plumosa
Sunamphitoe plumosa is een vlokreeftensoort uit de familie van de Ampithoidae. De wetenschappelijke naam van de soort is voor het eerst geldig gepubliceerd in 1944 door Stephensen.